# Eupileta hirsuta
Eupileta hirsuta är en fjärilsart som beskrevs av W. Warren 1905. Eupileta hirsuta ingår i släktet Eupileta och familjen mätare. Inga underarter finns listade i Catalogue of Life.